# Juan Pagola Bireben
Juan Pagola Bireben fou un enginyer industrial de Sant Sebastià, alcalde de la ciutat entre 1952 i 1958. Era fill de José Pagola Alegría i es va casar amb Mari Cruz Duo Barrutieta.
Va participar en el projecte de creació d'una escola d'enginyeria industrial a Guipúscoa amb José María Tejada Almarza, que va impulsar des que va substituir en l'alcaldia de Sant Sebastià Javier Saldaña Sanmartín. Durant el seu mandat es va impulsar la 1a Setmana Internacional del Cinema de Sant Sebastià de 1953, que amb els anys es convertia en Festival Internacional de Cinema. Fins i tot en l'edició de 1957 va formar part del jurat. L'1 de febrer de 1958 fou substituït en l'alcaldia pel també enginyer Antonio María Vega de Seoane y Barroso.